# Lista de consortes reais de Tonga
O Consorte real de Tonga e o cônjuge do monarca do Reino de Tonga, localizado na Oceania. O Consorte real não detém poderes executivos, assim como rei, mas sim representativos e culturais. Os consortes reais são na maioria dos casos primos dos monarcas, como uma forma de legitimar a linhagem, mas em outros casos eram filhos de chefes tribais, cuja união é feita por questões tradicionais. A Primeira rainha foi Salote Lupepau'u e foi a primeira consorte única, pois antes os povos tonganeses praticavam a poligâmia. A Atual consorte real é Nanasipauʻu Tukuʻaho, que é prima de Tupou VI, o atual soberano.

## Lista de Consortes reais de Tonga

### Casa de Tupou
| Retrato | Consorte                | Reinado                | Reinado                | Casamento              | Monarca             | Nascimento-Morte                                  | Nascimento-Morte                                              |
| ------- | ----------------------- | ---------------------- | ---------------------- | ---------------------- | ------------------- | ------------------------------------------------- | ------------------------------------------------------------- |
|         | Sālote Lupepauʻu        | 4 de dezembro de 1845  | 8 de setembro de 1889  | 27 de março de 1833    | Jorge Tupou I       | c.1811                                            | 8 de setembro de 1889 - Nuku'alofa, Tonga - (77 anos)         |
|         | Lavinia Veiongo         | 1 de junho de 1899     | 24 de abril de 1902    | 1 de junho de 1899     | Jorge Tupou II      | 9 de fevereiro de 1879                            | 24 de abril de 1902 - Nuku'alofa, Tonga - (23 anos)           |
|         | ʻAnaseini Takipō        | 11 de novembro de 1909 | 5 de abril de 1918     | 11 de novembro de 1909 | Jorge Tupou II      | 1 de março de 1893 - Nuku'alofa, Tonga            | 26 de novembro de 1918 - Nuku'alofa, Tonga - (25 anos)        |
|         | Viliami Tungī Mailefihi | 5 de abril de 1918     | 20 de julho de 1941    | 19 de setembro de 1916 | Sālote Tupou III    | 1 de novembro de 1888 - Tonga                     | 20 de julho de 1941 - Tonga - (52 anos)                       |
|         | Halaevalu Mataʻaho      | 16 de dezembro de 1965 | 10 de setembro de 2006 | 10 de junho de 1946    | Tāufaʻāhau Tupou IV | 29 de maio de 1926 - Tonga                        | 19 de fevereiro de 2017 - Auckland, Nova Zelândia - (90 anos) |
|         | Nanasipauʻu Tukuʻaho    | 18 de março de 2012    | Presente               | 11 de dezembro de 1982 | Tupou VI            | 8 de março de 1954 - Nukualofa, Tonga - (67 anos) | Vivo                                                          |